# Pirna
Pour les articles homonymes, voir Pirna (homonymie).
Pirna (autrefois Pirne en français) est une ville de Saxe, en Allemagne. Elle est située dans l'arrondissement de Suisse-Saxonne-Monts-Métallifères-de-l'Est et le district de Dresde. C'est une Große Kreisstadt et le siège d'administration de l'arrondissement. Sa population s'élevait à 40 259 en 2004.

## Géographie
Pirna se trouve au pied de l'Elbsandsteingebirge au début de la vallée de l'Elbe à Dresde, où la Wesenitz au nord et la Gottleuba au sud se jettent dans l'Elbe. Cernée au nord par les collines et la faille de Lusace et au sud par les contreforts des Monts Métallifères, la ville s'est établie sur un défilé de l'Elbe, qui en fait la porte de la Suisse saxonne. La Route saxonne des vins, inaugurée en 1992, commence à Pirna et poursuit vers l'aval via Pillnitz, Dresde et Meisen, jusqu'à Diesbar-Seusslitz. Pirna a été gravement affectée par les crues désastreuses d'août 2002 et de juin 2013.

## Histoire
| Appartenances historiques Royaume de Bohême 1233-1405 Électorat de Saxe 1405-1485 Duché de Saxe 1485-1547 Électorat de Saxe 1547-1806 Royaume de Saxe 1806–1918 République de Weimar 1918–1933 Reich allemand 1933–1945 Allemagne occupée 1945–1949 République démocratique allemande 1949–1990 Allemagne 1990–présent |

## Jumelages
- Baienfurt (Allemagne) depuis 2010

## Personnalités
- Oskar Speck (1855-1922), enseignant et historien de Pirna, et qui y est décédé.
- Barbara Raetsch (1936-), peintre allemande née à Pirna.

## Pirna vue par Bernardo Bellotto
Le peintre italien Bernardo Bellotto nous a laissé plusieurs vues de Pirna au XVIIIe siècle

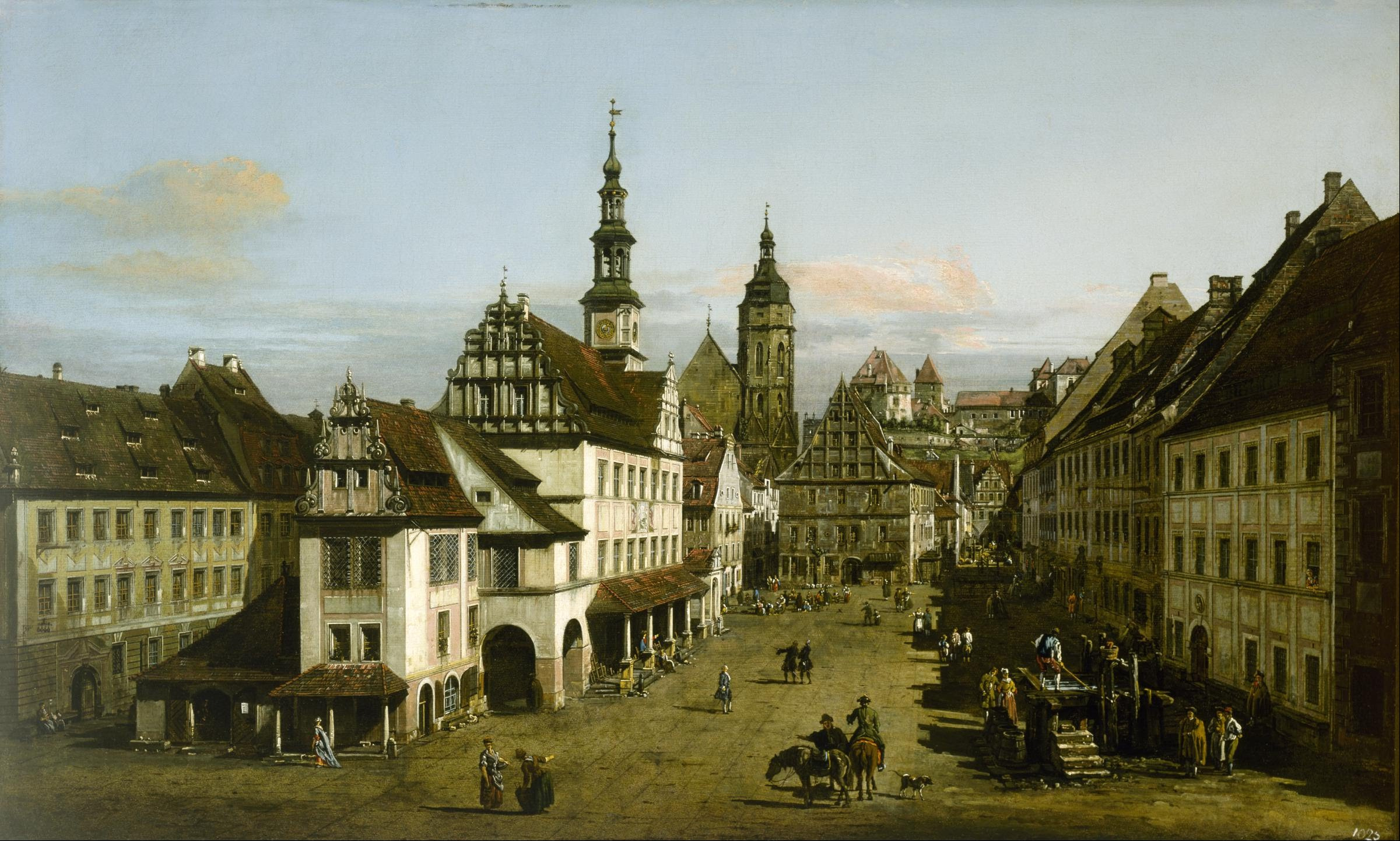
La Place du marché
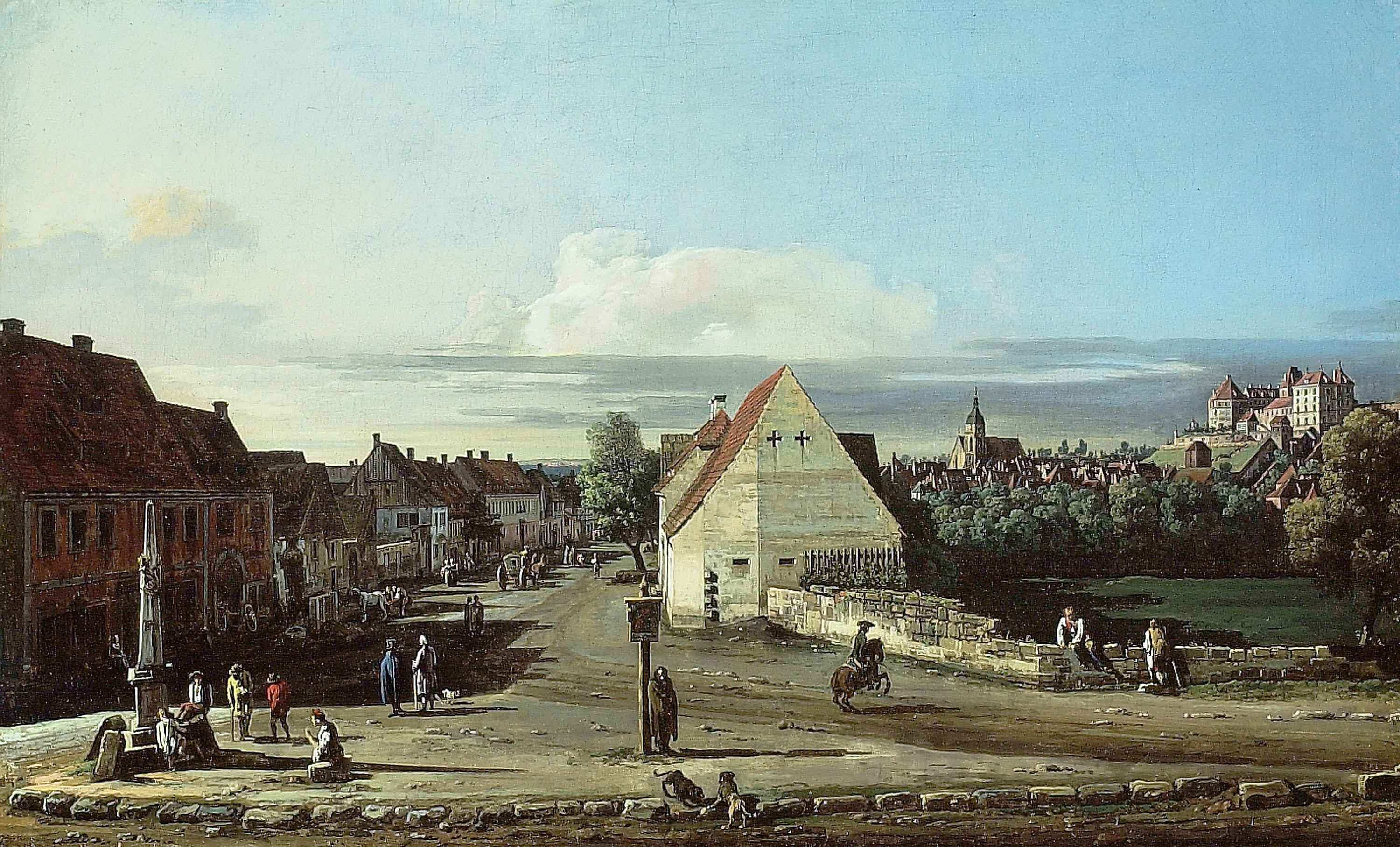
Vue de Pirna avec la forteresse de Sonnenstein
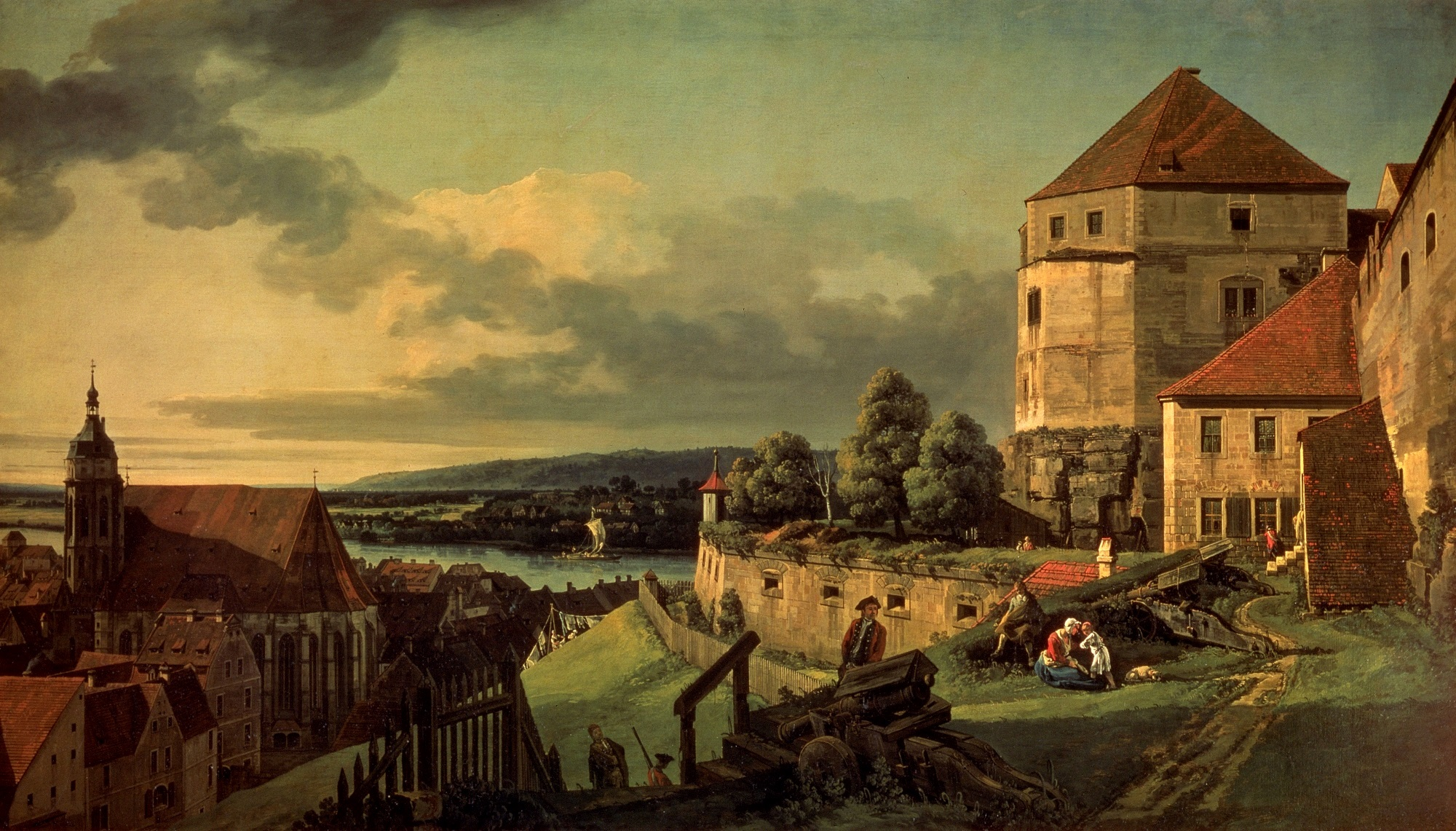
Vue de Pirna de la forteresse de Sonnenstein
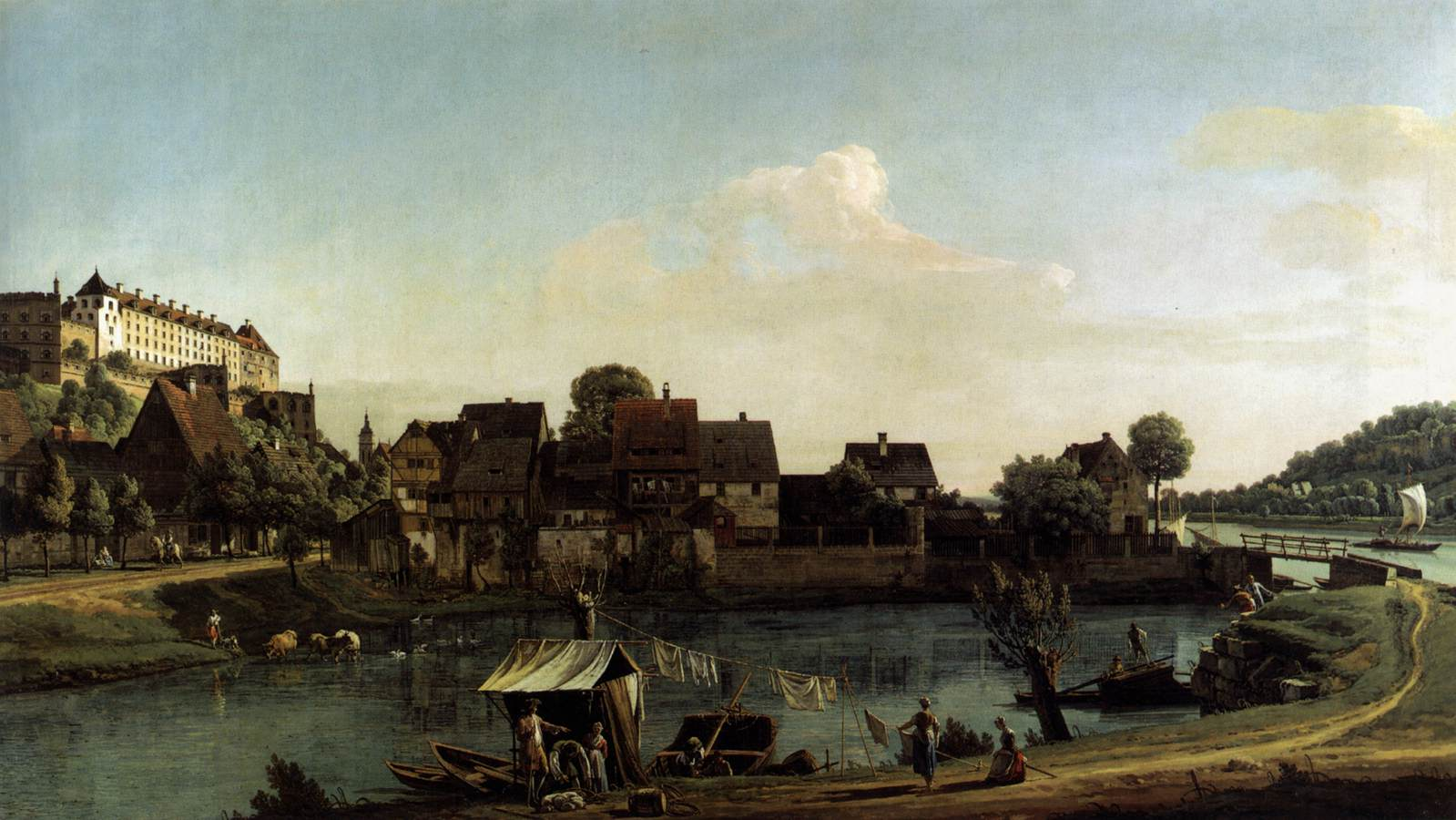
Vue du port fluvial de Pirna.
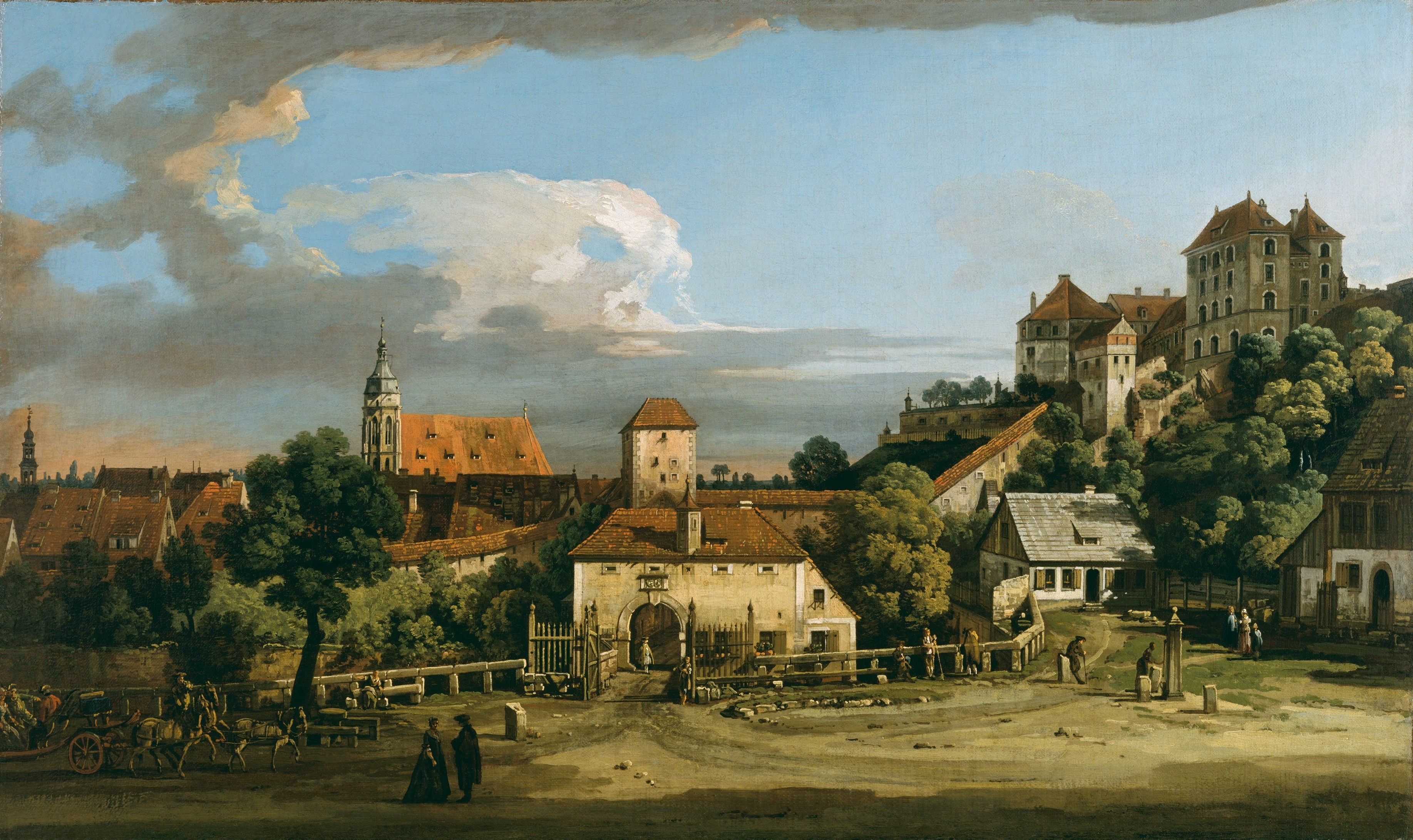
L'Obertor vu du sud
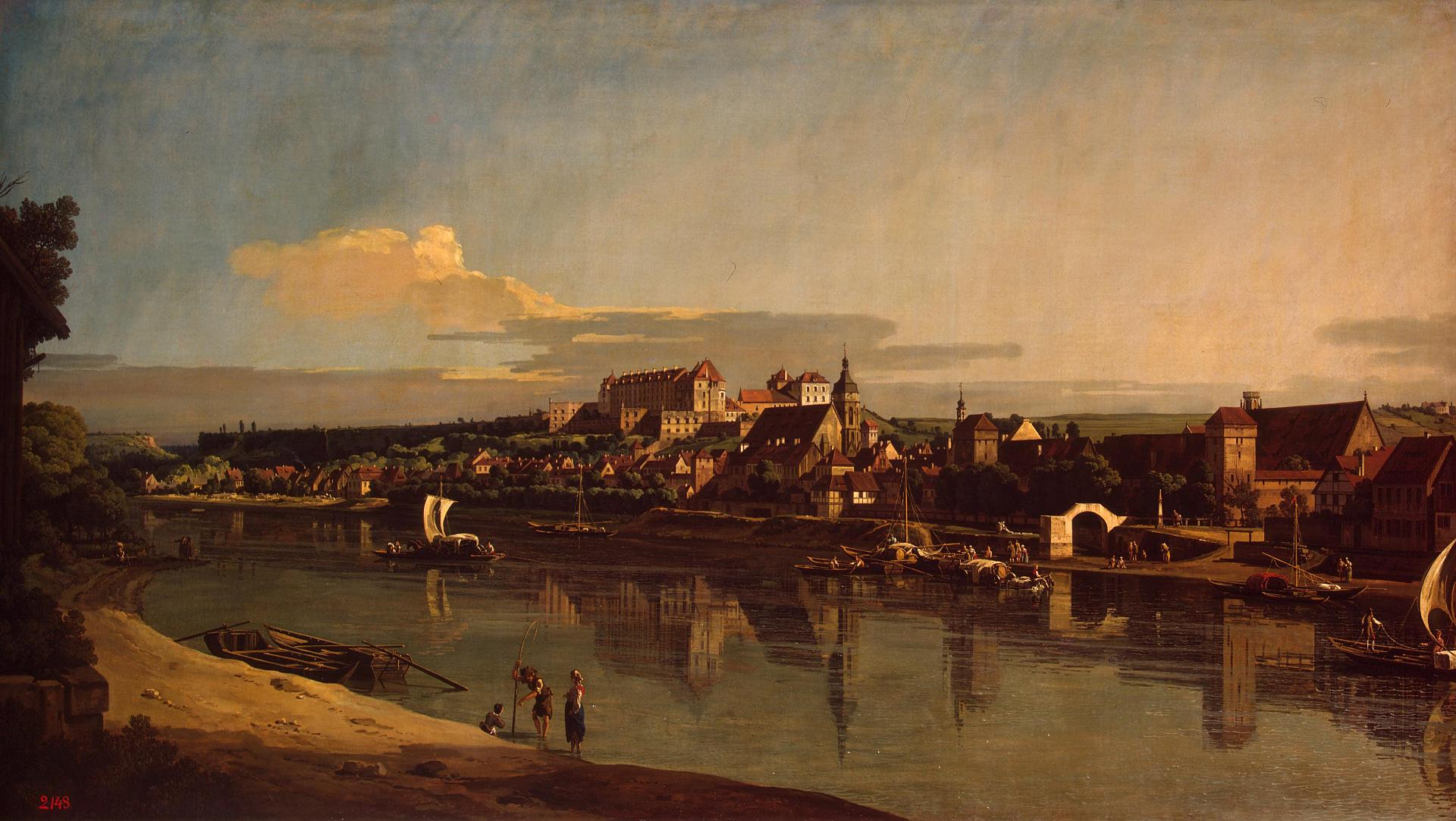
Vue de Pirna de la rive droite de l'Elbe